# Hashim ibn 'Abd Manaf
Hāshim ibn ʿAbd Manāf (in arabo هاشم بن عبد مناف‎?; La Mecca, ... – Gaza, 1º gennaio 497) è stato il bisnonno del profeta islamico Maometto e di suo cugino ʿAlī b. Abī Ṭālib.

## Biografia
Hāshim ibn ʿAbd Manāf è stato anche l'eponimo dei Banu Hashim, il clan coreiscita della Mecca.
Il suo nome completo era ʿAmr, che significa "comandante", ma gli fu dato il soprannome di Hāshim, che significa in arabo il "partitore", il "divisore", perché a lui si attribuisce il merito di aver avviato la pratica di spezzare il pane d'orzo e di immergerlo nel brodo di carne e verdure (l'assai gradito tharīd ) che era offerto a ogni pellegrino che si fosse recato a Mecca per compiervi la ʿumra preislamica.
Secondo la tradizione islamica si crede discendesse da Ismāʿīl e quindi da Ibrāhīm. Sposò Salmā bt. ʿAmr, una ricca e illustre donna di Yathrib. Si dice che sarebbe morto nel 497 a Gaza, dove s'era recato per i suoi commerci.
Gli viene attribuito anche il merito di aver per primo organizzato le carovane coreiscite dirette in Siria, dopo aver ottenuto il permesso dell'Imperatore bizantino, che avrebbe esentato i Quraysh da qualsiasi forma d'imposta e si dice che Hāshim avrebbe ottenuto il medesimo favore dall'Imperatore di Axsum, che avrebbe consentito in tal modo i lucrosi traffici anche in Yemen.
Suo padre era ʿAbd Manāf b. Quṣayy ed ebbe due fratelli che passarono alla storia: ʿAbd Shams b. ʿAbd Manāf (il più anziano) e Muṭṭalib b. ʿAbd Manāf che fu suo erede e continuatore nei commerci transarabici. Secondo Ibn Hishām, i suoi figli furono:
- Asad ibn Hashim (nonno materno di ʿAlī)
- Abū Sayfī ibn Hāshim
- Nadla ibn Hāshim
- ʿAbd al-Muttalib ibn Hāshim, ossia Shayba ibn Hāshim, (nonno paterno di Maometto e di ʿAlī)

e le sue figlie furono:
- al-Shifa bint Hāshim
- Khālida bint Hāshim
- Da'ifa bint Hāshim
- Ruqayya bint Hāshim
- Janna bint Hāshim